# Conopsia
Conopsia é um gênero de traça pertencente à família Brachodidae.